# Дячок, Владимир Викторович
Влади́мир Ви́кторович Дячо́к (род. 22 сентября 1980, Тольятти, Куйбышевская область) — российский профессиональный баскетболист, играл на позиции лёгкого форварда. В настоящее время — исполнительный директор и генеральный секретарь РФБ.

## Достижения
- 2003 — серебряный призёр Всемирной Универсиады;
- 2006 — победитель чемпионата России, обладатель Кубка России, победитель чемпионата Евролиги; игрок национальной сборной России;
- 2007 — бронзовый призёр чемпионата России;
- 2008 — серебряный призёр чемпионата России;
- 2008 — обладатель Кубка России;
- 2008 — серебряный призёр Промо Кубка Единой лиги ВТБ;
- 2009 — серебряный призёр чемпионата России;
- 2011 — обладатель Кубка России.